# Lycée Jean-Baptiste-Say
Lycée Jean-Baptiste Say je francouzská veřejná škola postavená v roce 1895, která funguje jako základní škola a střední škola, kromě toho nabízí přípravné třídy. Nachází se v 16. pařížském obvodu a je pojmenována po francouzském klasickém ekonomovi Jean-Baptistovi Sayovi (1767–1832). Často se však označuje jen jako „JBS“ a studenti jako „Sayens“.
Noviny Le Monde ji označily za nejlepší veřejnou střední školu ve Francii před Lyceem Jindřicha IV.

## Slavní absolventi
- Pierre Bézier, francouzský inženýr, konstruktér a matematik
- Jean-François Revel, francouzský spisovatel a filosof